# Acantharctia atriramosa
Acantharctia atriramosa är en fjärilsart som beskrevs av George Francis Hampson 1907. Acantharctia atriramosa ingår i släktet Acantharctia och familjen björnspinnare. Inga underarter finns listade i Catalogue of Life.